# Freedom from Fear
Freedom from Fear (em português: Liberdade de viver sem medo) é a última das quatro liberdades, série de pinturas produzida pelo artista americano Norman Rockwell e baseada nas metas conhecidas como "Quatro Liberdades", enunciadas pelo trigésimo segundo presidente dos Estados Unidos, Franklin Delano Roosevelt, em seu Discurso sobre o Estado da União, proferido em 6 de janeiro de 1941. A pintura foi publicada na edição de 13 de março de 1943 do Saturday Evening Post, acompanhada por um ensaio do pensador Stephen Vincent Benét. A obra retrata crianças americanas sendo postas para dormir enquanto o Blitz é executado do outro lado do Atlântico, na Grã-Bretanha.

## Antecedentes
Freedom from Fear é a última de uma série de quatro pinturas a óleo de Norman Rockwell, intitulada Quatro Liberdades, inspirada no Discurso das Quatro Liberdades do presidente Franklin Delano Roosevelt, entregue em 6 de janeiro de 1941 ao 77.º Congresso dos Estados Unidos. O tema das Quatro Liberdades acabou sendo incorporado à Carta do Atlântico, tendo também se tornado parte da Carta das Nações Unidas. A série foi impressa no The Saturday Evening Post, acompanhada por ensaios de escritores notáveis, por quatro semanas consecutivas no início de 1943: Freedom of Speech (20 de fevereiro), Freedom of Worship (27 de fevereiro), Freedom from Want (6 de março) e Freedom from Fear (13 de março). Posteriormente, as pinturas foram amplamente distribuídas em formato de pôster e tornaram-se fundamentais para os Estados Unidos na "Series E U.S. Savings Bonds".
O Blitz foi uma campanha de bombardeio estratégico ocorrida no Reino Unido, comandada pela Alemanha durante a Segunda Guerra Mundial. Entre 7 de setembro de 1940 e 21 de maio de 1941, dezesseis cidades britânicas foram atingidas por grandes ataques aéreos. A partir do dia 7 de setembro de 1940, Londres foi bombardeada pela Luftwaffe durante 57 noites consecutivas. Estima-se que mais de um milhão de residências na capital britânica tenham sido destruídas ou danificadas durante o Blitz. Cerca de quarenta mil civis foram mortos, quase metade deles em Londres.

## Descrição
A pintura mostra duas crianças descansando em segurança em suas camas, ignorando os perigos deste mundo, enquanto seus pais as observam. A mãe ajeita o lençol e o pai mantém um jornal nas mãos, o qual noticia os horrores da guerra em curso. No entanto, sua atenção está totalmente voltada para os seus filhos, e não para as manchetes alarmantes. Numa outra interpretação, considera-se que as crianças já estão dormindo e que seus pais estão a vistoriá-los antes de também irem ao repouso. O pai é retratado como um "observador clássico" dos trabalhos de Rockwell, assumindo o papel de espectador dentro da pintura. Por estar segurando os óculos, assume-se que ele terminou de ler o Bennington Banner em sua mão. A manchete do jornal mostra "Bombings Ki ... Horror Hit", em referência ao Blitz. No fundo da cena, há um corredor iluminado e uma escadaria que conduz ao primeiro andar.
Segundo Rockwell, que não se importava muito com o trabalho, esse tema "foi baseado numa ideia bastante presunçosa. Pintada durante o bombardeio de Londres, que intencionava dizer: "Graças a Deus que podemos colocar nossas crianças para dormir com alguma sensação de segurança, sabendo que não serão mortas no meio da noite."

## Produção
Como modelos, participaram do trabalho Jim Martin, Edgar Lawrence (Dorothy), e dois filhos do carpinteiro de Rockwell, Walt Squires. Todos eram vizinhos de Rockwell em Arlington, Vermont. A pedido de Rockwell, a Bennington Banner produziu uma edição de manequins que foram utilizados neste trabalho. Freedom from Fear foi publicado na edição de 13 de março de 1943 do The Saturday Evening Post, acompanhada por ensaio de Stephen Vincent Benét. Coincidentemente, o poeta, romancista e contista Benét faleceu no mesmo dia em que seu ensaio foi publicado.

## História
"A quarta é a liberdade pelo medo, que, traduzida em termos universais, significa uma redução mundial de armamentos a tal ponto e de uma forma tão completa que nenhuma nação terá capacidade de cometer um ato de agressão física contra qualquer vizinho em qualquer lugar do mundo."

Franklin Delano Roosevelt; 6 de janeiro de 1941, Discurso sobre o Estado da União introduzindo o tema das Quatro Liberdades.
Essa pintura foi a única recém-criada antes do início de circulação da série de pinturas. Ela tinha sido originalmente criada para retratar a Batalha da Inglaterra. O Departamento do Tesouro dos Estados Unidos promoveu exposições da série das Quatro Liberdades de Rockwell em todo o país após a sua publicação, em 1943. Essas ações de promoção arrecadaram mais de 130 000 000 de dólares em campanha de financiamento de operações militares. As pinturas de Rockwell também foram reproduzidas em selos postais comemorativos, vendidos durante eventos de campanha para financiamento militar.

## Resenha crítica
Em Norman Rockwell: Pictures for the American People, a cena é descrita como excessivamente íntima. As disposições mobiliária e luminária contribuem para essa intimidade. Deborah Solomon descreve a cena como portadora de "uma pequena sensação de interior [imobiliário] francês, com adoráveis toques haut-art". Bruce Cole, do The Wall Street Journal, afirmou: "Esta referência à guerra é tão específica que transmite pouco sobre o medo ou o plano de Roosevelt para o desarmamento universal. Rockwell simplesmente não conseguia capturar essas tênues abstrações."